# 19. BAFTA-gála
A 19. BAFTA-gálát 1966-ban tartották, melynek keretében a Brit film- és televíziós akadémia az 1965. év legjobb filmjeit és alkotóit díjazta.

## Díjazottak és jelöltek
(a díjazottak félkövérrel vannak jelölve)

### Legjobb film
My Fair Lady
- Hamlet
- A domb
- A csábítás trükkje
- Zorba, a görög

### Legjobb brit film
Az Ipcress ügyirat
- Darling
- A domb
- A csábítás trükkje

### Legjobb elsőfilmes
Judi Dench – Hajnali négykor
- Michael Crawford – A csábítás trükkje
- Barbara Ferris – Catch Us If You Can
- Tom Nardini – Cat Ballou legendája

### Legjobb brit főszereplő
Dirk Bogarde – Darling
- Harry Andrews – A domb
- Michael Caine – Az Ipcress ügyirat
- Rex Harrison – My Fair Lady

### Legjobb brit női főszereplő
Julie Christie – Darling
- Julie Andrews – Szerelmi partraszállás/A muzsika hangja
- Maggie Smith – A fiatal Cassidy
- Rita Tushingham – A csábítás trükkje

### Legjobb külföldi férfi főszereplő
Lee Marvin – Gyilkosok/Cat Ballou legendája
- Jack Lemmon – Good  Neighbor Sam/Hogyan öljük meg a feleségünket
- Anthony Quinn – Zorba, a görög
- Innokenti Smoktunovsky – Hamlet
- Oskar Werner – Bolondok hajója

### Legjobb külföldi női főszereplő
Patricia Neal – Szemben az árral
- Jane Fonda – Cat Ballou legendája
- Lila Kedrova – Zorba, a görög
- Simone Signoret – Bolondok hajója

### Legjobb brit forgatókönyv
Darling – Frederic Raphael
- A domb – Ray Rigby
- Az Ipcress ügyirat – Bill Canaway, James Doran
- A csábítás trükkje – Charles Wood

### Legjobb brit operatőri munka – színesfilm
Az Ipcress ügyirat
- Help!
- Lord Jim
- Azok a csodálatos férfiak a repülő masináikban

### Legjobb brit operatőri munka – fekete-fehér film
A domb
- Darling
- A csábítás trükkje
- Iszonyat

### Legjobb brit jelmez – színesfilm
Azok a csodálatos férfiak a repülő masináikban
- Moll Flanders
- Help!
- Felügyelő életveszélyben
- A fiatal Cassidy

### Legjobb brit díszlet – színesfilm
Az Ipcress ügyirat
- Lord Jim
- Azok a csodálatos férfiak a repülő masináikban
- Tűzgolyó

### Legjobb brit díszlet – fekete-fehér film
Darling
- A Bedford incidens
- A domb
- Velejéig romlott

### Legjobb animációs film
Be Careful Boys
- The Bargain
- Birds, Bees And Storks
- The Hoffnung Symphony Orchestra

### Legjobb rövidfilm
Rig Move
- One Of Them Is Brett
- 60 Cycles

### Legjobb speciális film
I Do – And I Understand
- Town Nurse, Country Nurse

### Robert Flaherty-díj a legjobb dokumentumfilmnek
Tokyo Olympiad
- Brute Force And Finesse
- Deckie Learner
- Stravinsky

### Egyesült Nemzetek-díj az ENSZ Alapokmányának egy vagy több elvét bemutató filmnek
Tokyo Olympiad
- Bombabiztos
- King Rat
- Zorba, a görög